# ملك القفص
ملك القفص (بالإنجليزية: King of the Cage)‏ هي منظمة تروج لفنون القتال المختلطة ومقرها في كاليفورنيا الجنوبية، الولايات المتحدة.